# 1982 en Lorraine
Chronologie de la Lorraine
- 1978
- 1979
- 1980
- 1981
- 1982
- 1983
- 1984
- 1985
- 1986

Cette page est une liste d'événements qui se sont produits durant l'année 1982 en Lorraine.

## Éléments de contexte
- le quatrième plan acier prévoit de nouveaux licenciements : 7700[1].

## Événements
- Rémi Herment est élu président du Conseil général de la Meuse.
- Gilbert Sau et Annie Albis remportent le rallye de Lorraine sur une Renault 5 Turbo[2].
- Tournage à Longwy du film J'ai épousé une ombre de Robin Davis[3].
- Tournage à Piennes et Bouligny du film  La Rescousse de Jacques Krier[4].
- Tournage à Hayange du film J'ai épousé une ombre de Robin Davis[3].
- Tournage à Vittel du film Josepha de Christopher Frank[5].

- 17 janvier à Nancy : deux témoins ont observé un phénomène très lumineux dans le champ bordant leur habitation. Dans un premier temps une boule ronde de couleur orangée est apparue pour laisser la place dans un second temps à une masse de couleur gris-blanc et cerné de jaune. Cet objet s'est élevé du sol pour s'éloigner et disparaître[6].
- 9 février : accident minier au siège de La Houve à Creutzwald[7].
- 15 mars : Erick Iskersky remporte le tournoi de tennis de Lorraine[8].
- 22 avril : le conseil régional de Lorraine s'installe dans l'ancienne Abbaye Saint-Clément de Metz[1].
- Août 1982 : Magali Jego est élue reine de la mirabelle[9].
- 18 octobre à Metz : explosion dans le silo d'une malterie : 12 morts[10],[11].

## Inscriptions ou classements aux titre des monuments historiques
- Château de Fléville[12].
- Église Saint-Maximin de Jarny[13]

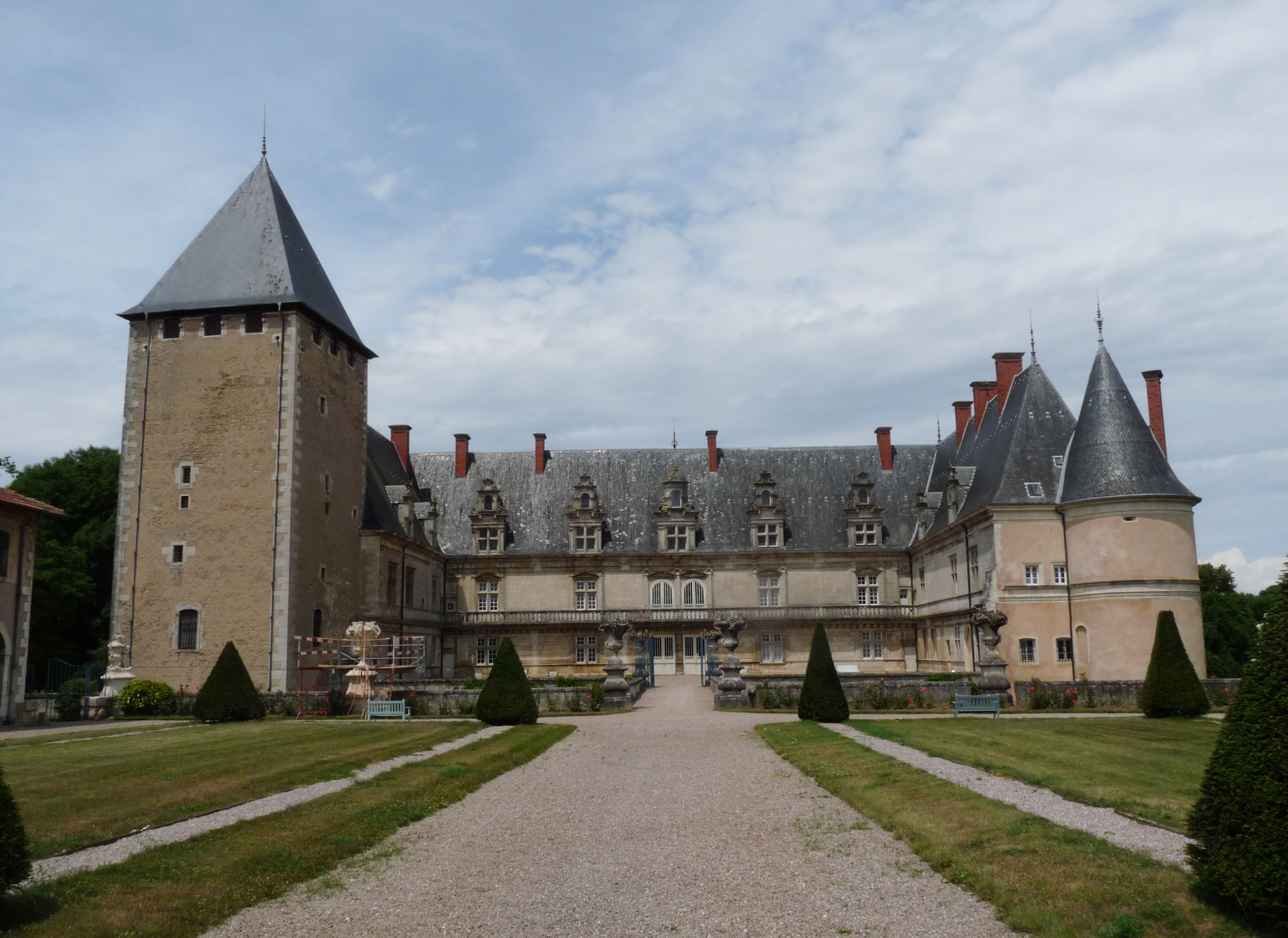
Château de Fléville

- Abbaye Saint-Michel de Saint-Mihiel[14]
- Château de Fénétrange[15]
- Bibliothèque municipale de Sarrebourg[16]

## Naissances

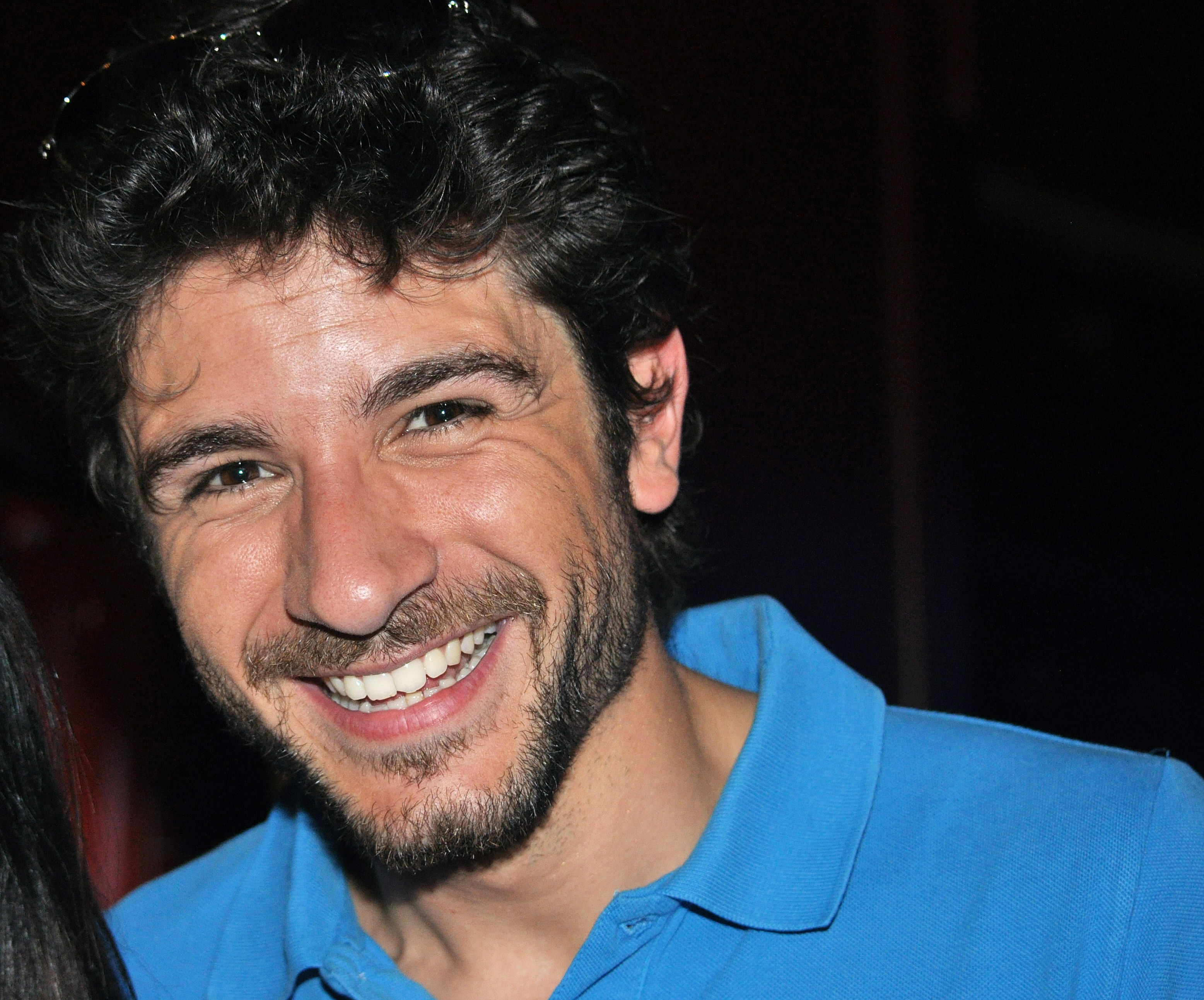
Vérino.

- 5 janvier à Metz : Sophie Binet, syndicaliste française, secrétaire générale de la Confédération générale du travail (CGT).
- 23 janvier à Verdun : Erika Moulet[17],  journaliste et animatrice française. Après une carrière dans le journalisme télévisé, elle s’est tournée vers l'animation de divertissements.
- 3 février à Metz : Laureline Duermael, née Michaut et connue sous le pseudonyme Laurel[18], illustratrice et auteur de bande dessinée de bande dessinée française et cofondatrice du studio de jeux vidéo Pixowl.
- 18 février à Hayange : Nadia Moussaoui[19], lutteuse franco-algérienne.
- 19 avril à Épinal : Aurore Mongel, nageuse française.
- 22 avril à Neuves-Maisons : Josselin Henry, tireur français à la carabine.
- 20 mai à Amnéville : Jérôme Bortoluzzi, athlète français, spécialiste du lancer du marteau.
- 26 mai à Gérardmer : Mathieu Martinez, spécialiste français du combiné nordique.
- 2 juillet à Nancy : Julien Tournut, footballeur français.
- 13 juillet à Remiremont : Olivier Demangel, romancier et scénariste français.
- 16 juillet à Verdun : Tiphaine Lagarde, juriste française, militante pour la promotion et la défense des droits des animaux et activiste antispéciste. Elle est cofondatrice et coprésidente de l'association 269 Libération animale.
- 17 septembre à Nancy : Vérino, de son vrai nom Olivier Balestriero, humoriste, comédien et producteur français[20].
- 28 septembre à La Bresse : Igor Cuny, patineur sur route français.
- 22 octobre à Nancy : Coralie Larnack, joueuse française de volley-ball. Elle mesure 1,91 m et joue centrale.
- 19 novembre à Saint-Dié-des-Vosges : Sylvain Dufour, snowboardeur français de la station du Lac Blanc (Haut-Rhin) spécialisé dans les épreuves de snowboardcross, slalom parallèle et slalom géant parallèle.
- 25 novembre à Thionville : Claire Tomaszewski, joueuse de basket-ball française évoluant au poste d’arrière. Elle mesure 1,78 m.
- 10 décembre à Thionville : Aïmen Demai, footballeur.
- 23 décembre à Épinal : Grégory Gaultier, joueur professionnel de squash représentant la France. En octobre 2009, il devient le deuxième français à devenir numéro un mondial après Thierry Lincou. Au cours de sa carrière, il a remporté de nombreux tournois dont l'Open britannique en 2007, 2014 et en 2017. Après quatre finales de championnat du monde perdues (2006, 2007, 2011 et 2013), il décroche le titre mondial en 2015. Il a également remporté neuf titres de champion d'Europe en individuel. Il se retire du circuit professionnel en octobre 2021[21],[22].
- 30 décembre à Metz : Hélène Schrub, dirigeante sportive française. Directrice générale du Football Club de Metz.

## Décès
- 11 juillet à Vandœuvre-lès-Nancy : Lucien Lange, coureur cycliste français, né le 25 mai 1904 à Haraucourt .
- 17 septembre à Bar-le-Duc : Gaston Thiébaut, né le 11 avril 1898 à Samogneux (Meuse) , homme politique français, comptable de profession.
- 25 septembre à Nancy : Léon Malaprade, chimiste français né le 27 août 1903 à Dieppe.
- 11 novembre à Vandœuvre-lès-Nancy : Roger Grégoire, né le 13 décembre 1903 à Nancy, coureur cycliste français.
- 21 novembre au Château d'Haroué : Marc de Beauvau-Craon, né à Paris le 3 février 1921, 7e et dernier prince de Beauvau-Craon.